# Canasvieiras
Ne doit pas être confondu avec Canavieiras.
Cet article concerne la localité de Canasvieiras. Pour le district du même nom dans lequel elle se trouve, voir Canasvieiras (district).
Canasvieiras est une plage et une localité de la municipalité de Florianópolis, au Brésil. Elle se situe au nord-ouest de l'île de Santa Catarina, entre les plages de Jurerê et Cachoeira do Bom Jesus. Elle est le siège du district du même nom, Canasvieiras. 
Il existe plusieurs explications sur l'origine de son nom. Selon l'une d'entre elles, habitait dans la région un certain « Vieira » qui aurait possédé une plantation de canne à sucre. L'explication la plus plausible restant celle de la culture dans la région d'une espèce de canne à sucre appelée « cana viera ». De fait, la plage est déjà identifié sous le toponyme Praia Cana Vieiras sur une carte de 1786.
La plage est l'une des plus fréquentées par les touristes argentins, attirés par ses eaux calmes et sa vie nocturne. En conséquence, la plupart des commerces y sont bilingues portugais et espagnol. Au large de la plage, on trouve une île privée, nommée ilha do Francês, accessible en kayak.